# Засимович, Сергей Геннадьевич
Засимович Сергей Геннадьевич — советский легкоатлет (прыжки в высоту), рекордсмен Европы.

## Биография

### Спортсмен
Засимович С. Г. — двукратный чемпион и обладатель Кубка СССР по прыжкам в высоту. Неоднократный чемпион Казахстана. Победитель матчевой встречи СССР-Великобритания 1983 года, экс-рекордсмен Европы (236 см. 1984 год, Ташкент).
В настоящее время результат С. Г. Засимовича остается рекордом Казахстана по прыжкам в высоту.

### Тренер
Сегодня С. Г. Засимович — тренер карагандинской школы высшего спортивного мастерства.

## Семья
Сын — Сергей Засимович — прыгун в высоту, мастер спорта международного класса Республики Казахстан, участник Олимпиады-2008 в Пекине.